# Plethocrossus tardus
Plethocrossus tardus är en mångfotingart som beskrevs av Carl Graf Attems 1910. Plethocrossus tardus ingår i släktet Plethocrossus och familjen Odontopygidae. Inga underarter finns listade i Catalogue of Life.